# هیمه نو مائه
هیمه نو مائه (به ژاپنی: 姫の前 ひめのまえ) (تولد نامشخص – مرگ ۱۲۰۷ میلادی) دختری از خاندان هیکی در دوره کاماکورا بود. او دختر هیکی تومومونه و نخستین همسر اصلی هوجو یوشیتوکی دومین شیکن (معاون شوگون) و میناموتو نو توموچیکا در شوگون‌سالاری کاماکورا بود. او پس از طلاق از یوشیتوکی همسر اصلی میناموتو نو توموچیکا از اشراف درباری شد.
او مادر هوجو توموتوکی (تولد ۱۱۹۳)، هوجو شیگه‌توکی (تولد ۱۱۹۸)، دختری به نام تاکه دونو از یوشیتوکی همچنین میناموتو نو سوکه‌میچی (تولد ۱۲۰۴)   از میناموتو نو توموچیکا بود.
در مقاله مورخ ۳۰ مارس ۱۲۰۷ در میگتسوکی نوشته شده است که همسر سرلشکر میناموتو نو توموچیکا یک روز قبل درگذشت، او پس از زایمان نتوانست بهبود یابد.